# Classe Berezina
La classe Berezina (progetto 1833 secondo la classificazione russa) era una classe di rifornitori di squadra della Voenno-morskoj flot SSSR, la ex marina militare sovietica, composta da una sola unità (delle due progettate) varata nel 1975 ed entrata in servizio nel 1977. Si trattava di un'unità caratterizzata da una complessa gestione ed una avanzatissima meccanizzazione nella gestione degli articoli immagazzinati.
La classificazione sovietica era in russo корабль комплексного снабжения?, korabl' kompleksnogo snabženija, "nave da supporto logistico integrato", abbreviato KKS.

## Utilizzo

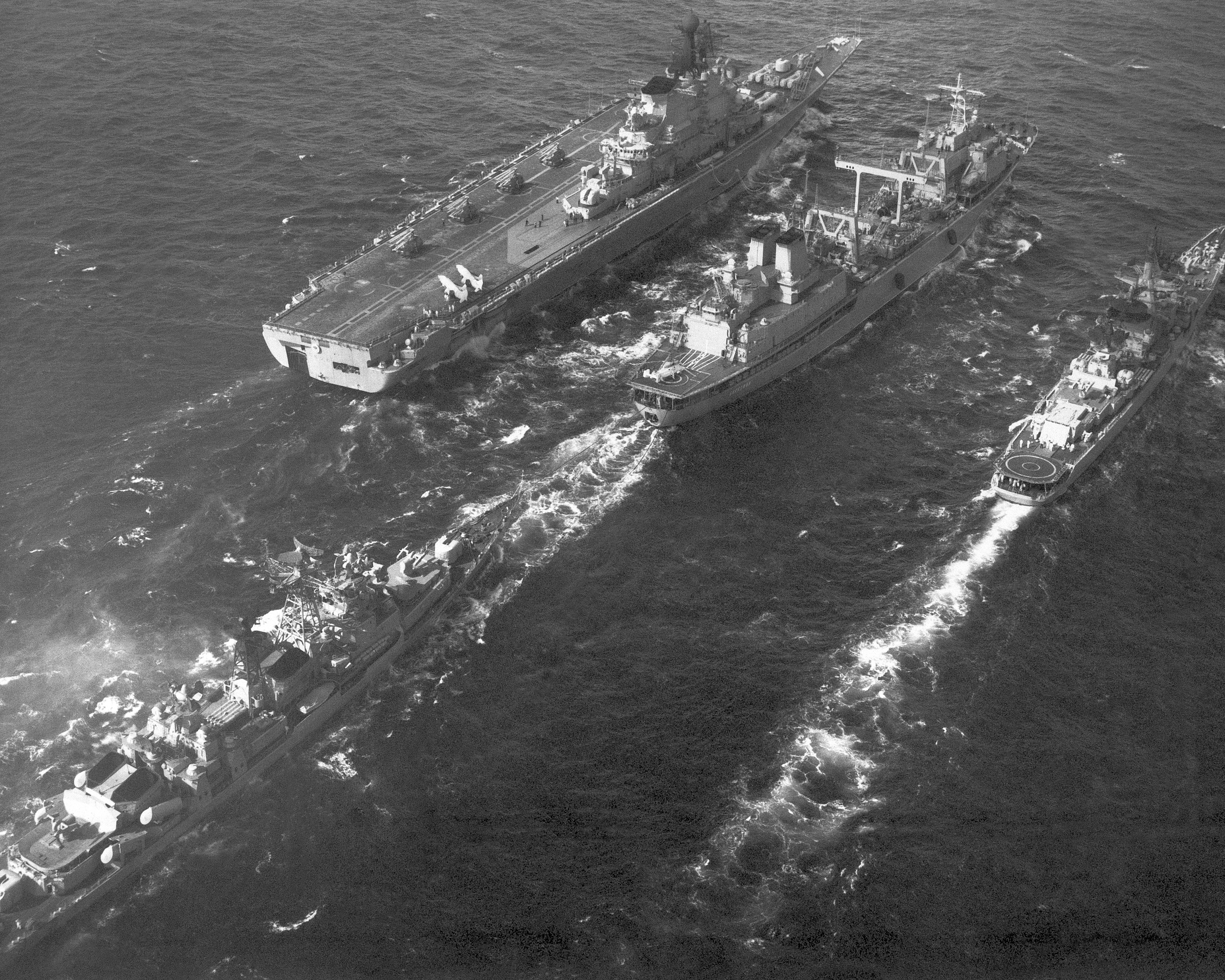
Rifornimento contemporaneo di tre unità nel 1985: una portaerei della classe Kiev (a sinistra), un incrociatore missilistico della classe Kresta II (a destra) ed un cacciatorpediniere della classe Kashin Mod (dietro)

Progettata dal Ufficio centrale di progettazione Černomorsudoproekt (in russo Центральное конструкторское бюро «Черноморсудопроект»?), una branca del Ministero delle Costruzioni Navali nata nel 1955, ha servito con la marina militare sovietica.
Aveva un dislocamento di 24565 tonnellate ed ospitava un ponte di volo con hangar in grado di operare due elicotteri tipo Hormone modificati per la distribuzione di materiali alla flotta, ovvero il VERTREP (in inglese vertical replenishment).
Era dotata di tre stazioni per il contemporaneo rifornimento da ambo i lati di due unità e un'unità dal lato di poppa, e trasportava 2200 tonnellate di combustibile, 1124 tonnellate di acqua e 286 tonnellate di provviste, ecc. destinati al supporto logistico integrato.
La Berezina fu inviata nella Flotta del Mar Nero il 30 dicembre 1977, con la quale operò per gran parte della sua carriera. Dopo la dissoluzione dell'Unione Sovietica, la marina militare russa utilizzò brevemente la Berezina, la quale, pur non avendo più preso il mare dal maggio 1995, dal 1º dicembre 1996 è stata utilizzata come nave trasporto munizioni (de facto come nave-magazzino). Questa grande unità è stata radiata nel marzo 2002 e demolita ad Aliağa nello stesso anno.